# 紀洋丸
紀洋丸（きようまる）は、浅野総一郎の主導で日本最初の国産航洋型石油タンカーとして計画された船。起工後に設計変更され貨客船として竣工、東洋汽船に属して南米への移民輸送に用いられた。後に本来の用途であったタンカーへ改装され、1935年に廃船となるまで使用された。
なお、浅野物産が、1935年にノルウェー船籍タンカー「ヴィーグリード」（Vigrid）を取得し、「紀洋丸」と命名している。太平洋戦争中に日本海軍に徴用されて特設給油船として行動中、1944年1月4日-5日、アメリカ潜水艦「ラッシャー」により撃沈された。
以下、トン数表示のみの船舶は東洋汽船の船舶である。

## 建造
東洋汽船創業者の浅野総一郎は、天洋丸型貨客船など画期的な大型船整備を推進するかたわら、石炭に代わる燃料として石油の将来性にも早くから着目していた。浅野は、石油の輸入精製事業を計画し、イギリスから「相洋丸」（4,716トン）、「武洋丸」（5,238トン）、「常洋丸」（5,140トン）の3隻の大型タンカーを購入するとともに、日本でも2隻の大型タンカーを建造することにした。こうして計画された国産船の1隻が「紀洋丸」である。
「紀洋丸」の建造は、「天洋丸」（13,454トン）の建造経験のある三菱造船所へ発注され、1907年（明治40年）6月に起工された。日本ではそれまで「虎丸」（スタンダード石油、534トン）のような小型タンカーしか建造例がなく、およそ1万総トンの本船は国産初の航洋タンカーとなるはずであり、世界的に見ても当時最大級のタンカーであった。基本構造は、船尾機関型で船体中央に船橋を配置する姿で、当時の大型タンカーに確立されつつあるデザインであった。建造費用については造船奨励法の適用を受けている。松井（1995年）によると、1908年（明治41年）10月3日にタンカーとして進水した。
ところが、「紀洋丸」の起工後、国内油田の保護を図った日本政府は、輸入原油に対する関税を引き上げた。これにより浅野は、石油事業の中止に追い込まれ、日本に回航されていた「相洋丸」はイギリスのThe Shipping Controller社に、「常洋丸」は日本に回航されることなくイギリスのC. T. Bowring & Co. Ltd.にそれぞれ売却され、本船に続く2隻目の国産タンカーは建造を取り消された。タンカーとしての運航見込みを失った「紀洋丸」は、イギリス製の「武洋丸」と共に移民用の貨客船へ用途変更されることになり、石油タンクを貨物室に改装し、デリックポスト5組を増設するなどの設計変更を受け、1909年（明治42年）10月に進水した。貨客船に珍しい船尾機関型の船体にタンカーの面影が残る。乗客定員のうち3等船客が多くを占めている点は移民船の特徴である。その後、艤装を経て竣工した。

## 運用
竣工した「紀洋丸」は、移民船としてブラジル行きの南米航路へ就航した。東洋汽船は移民航路にも力を注いでおり、1909年4月制定の遠洋航路補助法による助成を受けて、南米航路はサンフランシスコ航路から転配された日本丸級貨客船3隻で運航されたが、内装はサンフランシスコ航路時代のままで南米航路での使用実績に適しておらず、改善が必要となった。このため、船質改善の目的で「亜米利加丸」（6,069トン）の代船として「武洋丸」を、「日本丸」（6,168トン）の代船として「紀洋丸」を南米航路に投入。タンカー改装の「紀洋丸」、「武洋丸」と日本丸級貨客船「香港丸」の3隻体制で南米航路を安定運航した。南米航路から撤退した2隻のうち、「亜米利加丸」は大阪商船に売却された。しかし、改善したとはいえ「紀洋丸」、「武洋丸」はタンカー改装、「香港丸」はサンフランシスコ航路からの転配船であるため移民船内の居住環境は良好とは言い難く、東洋汽船はより抜本的な船質改善に乗り出した。1913年（大正2年）6月に新造の「安洋丸」（9,534トン）を投入して「香港丸」を置き換えた。同年にはイギリスで建造中の貨客船を購入し、9月に「静洋丸」（6,550トン）として南米航路に投入し、「武洋丸」を置き換えた。「武洋丸」は10月に本来の姿であるタンカーへ改装されて使用されたが、1917年（大正6年）にイギリス海軍に売却され、「香港丸」はサンフランシスコ航路に復帰後、翌1914年（大正3年）6月に大阪商船へ売却された。1914年（大正3年）9月、ブラジル行きとして航海中の「紀洋丸」は、第一次世界大戦の影響でハワイへ70日もの長期滞留させられたため、乗客395人のうち120人以上が発病（うち重症45人）、毎日40人が船医の診察を受ける状態に陥った。本店からの指示でサンディエゴへ出航したが、下級船員の半数が洋上は危険だと主張して反抗したためハワイへ引き返し、最終的に同じく碇泊中の「静洋丸」へ貨物と健康な乗客を移して日本へ帰還することになっている。
その後、軍艦用の燃料として石油需要が伸び、海軍の給油艦「志自岐」が建造されるなどタンカー増強の機運が再び高まってきたことから、「紀洋丸」は本来の姿であるタンカーへと改装されることになった。1920年（大正9年）6月16日、横浜港で停泊中に機関室からの出火により船体を損傷した「紀洋丸」は、南米航路からの撤退が決まり代船の「楽洋丸」（9,419トン）が建造されていたことから、その復旧工事と並行してタンカーへの改装工事を行った。改装工事は、1921年（大正10年）に完了した。同年に鈴木商店が計画したタンカー「橘丸」（帝国石油、6,539トン）が完成しており、本船ではなく「橘丸」が日本初の本格的な国産航洋型民間タンカーと評価されている。
タンカーとなった「紀洋丸」は1935年（昭和10年）1月に解体のため東京シアリングに売却され、スクラップアンドビルド方式の補助金施策である第一次船舶改善助成施設を適用して建造される「天洋丸」（2代目）の解体見合い船として解体された。